# Ofrena

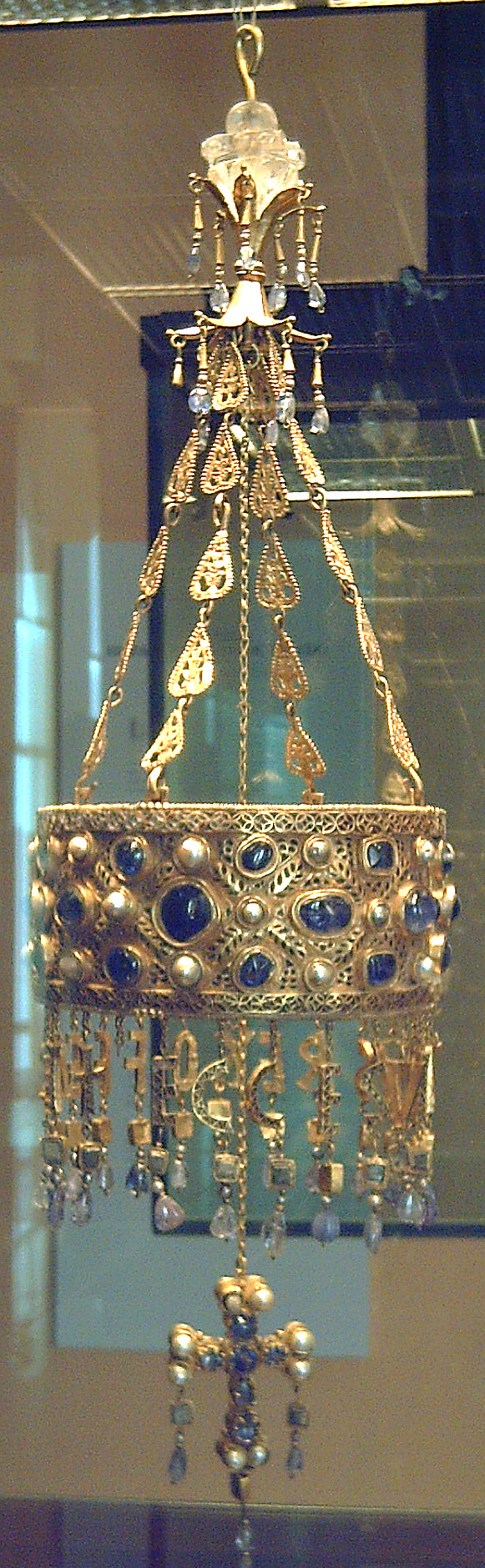
Corona votiva del rei visigot Recesvint († 672), part de tresor de Guarrazar. Feta d'or i pedres precioses en la segona meitat del segle VII. Museu Arqueològic Nacional d'Espanya (Madrid)

Una ofrena és un objecte deixat en un lloc sagrat per motius rituals o un do ofert a la divinitat per aplacar-la. Aquests objectes són una característica de societats modernes i antigues, i solien fer-se per guanyar-se el favor de forces sobrenaturals, com testifiquen les fonts històriques grega i romana, si bé actes semblants es continuen fent en l'actualitat, com per exemple als pous dels desitjos. En les religions d'inspiració cristiana, el pa i el vi per a l'eucaristia formen l'ofrena.
A Europa, les primeres ofrenes votives daten del Neolític, amb tresors de destrals polides, i arriben al seu cim a l'acabament de l'edat de bronze. Estris valuosos com ara espases i puntes de llança eren aparentment enterrats o més comunament llançats en masses d'aigua o torberes, de manera que no poguessin ser recuperats. Sovint, tots els objectes trobats en un tresor apareixen trencats.